# José María Laredo
José María Laredo Laredo, né le 28 décembre 1947 à Pampelune (Navarre, Espagne), est un footballeur espagnol qui jouait au poste de défenseur.

## Carrière
José María Laredo rejoint en 1971 l'UE Sant Andreu qui joue en deuxième division.
Laredo est recruté par le FC Barcelone lors de la saison 1972-1973 et joue six matchs de championnat. La saison suivante, Laredo remporte avec le Barça le championnat d'Espagne, mais ne joue que deux matchs.
En 1974, il rejoint le Real Murcie. Le club descend en deuxième division au terme de la saison 1974-1975. Laredo reste en tout deux saisons à Murcie.
Au total, il dispute 89 matchs dans les divisions professionnelles espagnoles.

## Palmarès
Avec le FC Barcelone :
- Champion d'Espagne en 1974